# ويست جوردان
ويست جوردان (يوتا) (بالإنجليزية: West Jordan, Utah)‏ هي مدينة تقع في الولايات المتحدة في مقاطعة سالت ليك، يوتا. يقدر عدد سكانها بـ 108,383 نسمة ومساحتها 80.0 كم2 وترتفع عن سطح البحر 1,333 متر.

## التركيبة السكانية
حدّد مكتب تعداد الولايات المتحدة بيانات التركيبة السكانية لويست جوردان في تعداد الولايات المتحدة. في ما يلي، التركيبة السكانية حسب تعدادي 2000 و2010.

### تعداد عام 2000
بلغ عدد سكان ويست جوردان 68,336 نسمة بحسب تعداد عام 2000، وبلغ عدد الأسر 18,897 أسرة وعدد العائلات 16,240 عائلة مقيمة في المدينة. في حين سجلت الكثافة السكانية 816.1 نسمة لكل كيلومتر مربع (2,113.7/ميل2). وبلغ عدد الوحدات السكنية 19,597 وحدة بمتوسط كثافة قدره 234 لكل كيلومتر مربع (606.1/ميل2).
وتوزع التركيب العرقي للمدينة بنسبة 88.76% من البيض و0.64% من الأمريكيين الأفارقة و0.56% من الأمريكيين الأصليين و2.04% من الأمريكيين ذوي الأصول الآسيوية و0.94% من سكان جزر المحيط الهادئ و4.76% من الأعراق الأخرى و2.31% من عرقين مختلطين أو أكثر و10.07% من الهسبانيون أو اللاتينيون من أي عرق.
بلغ عدد الأسر 18,897 أسرة كانت نسبة 61.1% منها لديها أطفال تحت سن الثامنة عشر تعيش معهم، وبلغت نسبة الأزواج القاطنين مع بعضهم البعض 72% من أصل المجموع الكلي للأسر، ونسبة 10% من الأسر كان لديها معيلات من الإناث دون وجود شريك،  بينما كانت نسبة 3.9% من الأسر لديها معيلون من الذكور دون وجود شريكة وكانت نسبة 14.1% من غير العائلات. تألفت نسبة 10.2% من أصل جميع الأسر من عدة أفراد يعيشون في نفس المنزل ونسبة 2% كانت تتألف من شخص يعيش بمفرده يبلغ من العمر 65 عاماً أو أكثر. وبلغ متوسط حجم الأسرة المعيشية 3.60، أما متوسط حجم العائلات فبلغ 3.87.
بلغ العمر الوسطي للسكان 25.0 عاماً. وكانت نسبة 37.6% من القاطنين تحت سن الثامنة عشر، وكانت نسبة 12.1% بين الثامنة عشر والرابعة والعشرين عاماً، ونسبة 32% كانت واقعةً في الفئة العمرية ما بين الخامسة والعشرين والرابعة والأربعين عاماً، ونسبة 14.7% كانت ما بين الخامسة والأربعين والرابعة والستين، ونسبة 3% كانت ضمن فئة الخامسة والستين عاماً فما فوق. يوجد لكل 100 أنثى 100.7 ذكر، ويوجد لكل 100 أنثى في الثامنة عشر من عمرها فما فوق 99.1 ذكر.
بلغ متوسط دخل الأسرة في المدينة 55,794 دولارًا، أما متوسط دخل العائلة فبلغ 57,818 دولارًا. وكان متوسط دخل الذكور 38,141 دولارًا مقابل 26,391 دولارًا للإناث. وسجل دخل الفرد الخاص بالمدينة 17,221 دولارًا. وكانت نسبة 4.1% من العائلات ونسبة 5.2% من السكان تحت خط الفقر، وكان من هؤلاء نسبة 6.6% تحت سن الثامنة عشر ونسبة 3.4% في الخامسة والستين من العمر وما فوق.

### تعداد عام 2010
بلغ عدد سكان ويست جوردان 103,712 نسمة بحسب تعداد عام 2010، وبلغ عدد الأسر 29,849 أسرة وعدد العائلات 24,768 عائلة مقيمة في المدينة. في حين سجلت الكثافة السكانية 1,238.6 نسمة لكل كيلومتر مربع (3,208.0/ميل2). وبلغ عدد الوحدات السكنية 31,366 وحدة بمتوسط كثافة قدره 374.6 لكل كيلومتر مربع (970.2/ميل2).
وتوزع التركيب العرقي للمدينة بنسبة 82.44% من البيض و0.99% من الأمريكيين الأفارقة و0.69% من الأمريكيين الأصليين و2.69% من الأمريكيين ذوي الأصول الآسيوية و1.57% من سكان جزر المحيط الهادئ و8.27% من الأعراق الأخرى و3.35% من عرقين مختلطين أو أكثر و17.71% من الهسبانيون أو اللاتينيون من أي عرق.
بلغ عدد الأسر 29,849 أسرة كانت نسبة 54.5% منها لديها أطفال تحت سن الثامنة عشر تعيش معهم، وبلغت نسبة الأزواج القاطنين مع بعضهم البعض 65.7% من أصل المجموع الكلي للأسر، ونسبة 12% من الأسر كان لديها معيلات من الإناث دون وجود شريك،  بينما كانت نسبة 5.3% من الأسر لديها معيلون من الذكور دون وجود شريكة وكانت نسبة 17% من غير العائلات. تألفت نسبة 12.7% من أصل جميع الأسر من عدة أفراد يعيشون في نفس المنزل ونسبة 3% كانت تتألف من شخص يعيش بمفرده يبلغ من العمر 65 عاماً أو أكثر. وبلغ متوسط حجم الأسرة المعيشية 3.46، أما متوسط حجم العائلات فبلغ 3.78.
بلغ العمر الوسطي للسكان 28.2 عاماً. وكانت نسبة 35.2% من القاطنين تحت سن الثامنة عشر، وكانت نسبة 9.8% بين الثامنة عشر والرابعة والعشرين عاماً، ونسبة 31.4% كانت واقعةً في الفئة العمرية ما بين الخامسة والعشرين والرابعة والأربعين عاماً، ونسبة 18.9% كانت ما بين الخامسة والأربعين والرابعة والستين، ونسبة 4.6% كانت ضمن فئة الخامسة والستين عاماً فما فوق. وتوزع التركيب الجنسي للسكان بنسبة 49.7% ذكور و50.3% إناث.

## المدن التوأمة
مدينة فوتكينسك هي مدينة توأمة لـويست جوردان (يوتا).

## أعلام
- جوردن هاليداي
- دون فولمير
- جين فولمير